# فيروز أباد (مياندوآب)
فيروز أباد هي قرية في مقاطعة مياندوآب، إيران. عدد سكان هذه القرية هو 1,539 في سنة 2006.